# Championnat des îles Féroé de football 1962
Navigation
Meistaradeildin 1961 Meistaradeildin 1963
C'est le B36 Tórshavn qui remporte le titre cette année après avoir terminé en tête du classement.

## Les clubs participants
| \| B36 HB KÍ TB \| Localisation des clubs engagés dans le championnat 1962. |
| B36 HB KÍ TB                                                                |

- B36 Tórshavn

- HB Tórshavn

- KÍ Klaksvík - Tenant du Titre

- TB Tvøroyri

## Compétition

### Classement[n 1]
| Rang | Équipe          | Pts | J | G | N | P | Bp | Bc | Diff |
| ---- | --------------- | --- | - | - | - | - | -- | -- | ---- |
| 1    | B36 Tórshavn    | 10  | 6 | 5 | 0 | 1 | 8  | 3  | +5   |
| 2    | KÍ Klaksvík (T) | 8   | 6 | 4 | 0 | 2 | 10 | 5  | +5   |
| 3    | HB Tórshavn (C) | 4   | 6 | 2 | 0 | 4 | 6  | 13 | -7   |
| 4    | TB Tvøroyri     | 2   | 6 | 1 | 0 | 5 | 7  | 10 | -3   |

|  | Vainqueur du championnat 1962                                |
|  | (T) Tenant du titre (C) Vainqueur de la Coupe des îles Féroé |

### Résultats[n 1]
| Résultats (▼dom., ►ext.) | B36 | HB  | KÍ  | TBT |
| B36 Tórshavn             |     | -   | 3-0 | 1-0 |
| HB Tórshavn              | 0-2 |     | 2-0 | 3-2 |
| KÍ Klaksvík              | 3-0 | 4-0 |     | 1-0 |
| TB Tvøroyri              | 0-2 | 5-1 | 0-2 |     |

## Bilan de la saison
| Championnat des îles Féroé de football 1962 |                         |
| Champion                                    | B36 Tórshavn (5e titre) |
| Coupes et trophées                          |                         |
| Vainqueur de la Coupe des îles Féroé 1962   | HB Tórshavn             |
| Qualifications continentales                |                         |
| Promotions et relégations                   |                         |
| Promus en Meistaradeildin                   | non                     |
| Relégués en Meðaldeildin                    | non                     |